# José Luis González Arzola
José Luis González Arzola (Ciudad de México; 20 de octubre de 1955-Coyoacán; 24 de marzo de 2017) fue un futbolista mexicano que jugaba como delantero.

## Selección nacional
Jugó por primera vez con la selección de México el 18 de marzo de 1980, en un amistoso jugado en el Estadio Nacional de Tegucigalpa contra Honduras, donde anotó su primer gol a los 2 minutos. Más tarde, fue convocado por Raúl Cárdenas para disputar la fallida eliminatoria para la Copa Mundial de 1982, jugando tres partidos y marcando un gol contra Estados Unidos.

## Clubes
| Club             | País   | Año       |
| ---------------- | ------ | --------- |
| Atlante          | México | 1977-1986 |
| Coyotes Neza     | México | 1986-1987 |
| Correcaminos UAT | México | 1987-1988 |

## Palmarés

### Títulos internacionales
| Título                           | Equipo  | País   | Año  |
| -------------------------------- | ------- | ------ | ---- |
| Copa de Campeones de la Concacaf | Atlante | México | 1983 |